# Гвидо Имбенс
Гвидо Вилхелмус Имбенс (хол. Guido Wilhelmus Imbens; 3. септембар 1963) је холандско-амерички економиста. Добитник је Нобелове награде за економију 2021. године „за методолошки допринос анализи узрочно-последичних веза” заједно са Џошуом Ангристом.